# 1956年上海
|        | 上海历史 |
| 世紀： | 19世紀上海 \| 20世紀上海 \| 21世紀上海                                                                                     |
| 年代： | 1920年代上海 \| 1930年代上海 \| 1940年代上海 \| 1950年代上海 \| 1960年代上海 \| 1970年代上海 \| 1980年代上海               |
| 年份： | 1952年上海 \| 1953年上海 \| 1954年上海 \| 1955年上海 \| 1956年上海 \| 1957年上海 \| 1958年上海 \| 1959年上海 \| 1960年上海 |
| 紀年： | 丙申年（猴年）、上海开埠113周年、上海设市29周年                                                                            |

## 主要官员

### 党委
- 市委第一书记：柯庆施

### 人大（第一届→第二届）
无常设机关

### 人民委员会
- 市长：陈毅

### 法院
- 院长：魏明

### 检察院
- 检察长：王范

### （党）纪委→（党）监察委员会
- 书记：王尧山、王一平、郑平[註 1]→书记：魏文伯

### 政协
- 主席：柯庆施

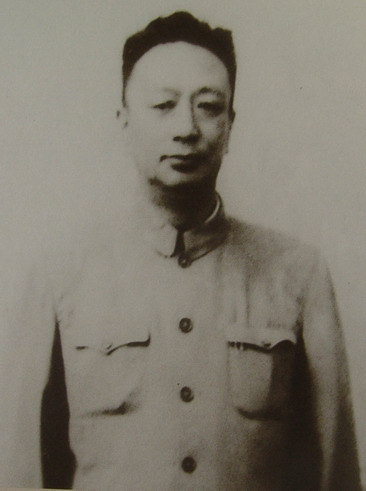
第一书记、政协主席柯庆施
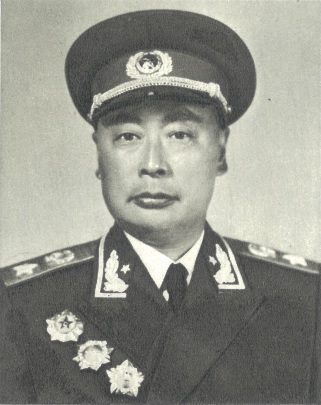
市长陈毅

## 大事記
1956年6月21日，上海市高级人民法院审理判决倪柝声反革命集团案。